# Claire Whitney
Claire Whitney (6 de mayo de 1890 – 27 de agosto de 1969) fue una actriz de cine y teatro estadounidense que participó en 111 películas entre 1912 y 1949. Sólo se conservan 21 de ellas, ya que la mayoría se han perdido.
Whitney adquirió experiencia como actriz en una compañía de teatro de variedades de Massachusetts, tras lo cual realizó una gira por Estados Unidos en una producción de vodevil de Little Mother.
Whitney hizo su primera película en 1913 para Solax y continuó haciendo películas hasta 1921, principalmente para Fox Film Corporation. Whitney regresó al cine en 1926 con un papel en The Great Gatsby, que sería su última película muda. Siguió trabajando en el cine entre 1931 y 1949, cuando se retiró.
Entre los créditos de Whitney en Broadway figuran Broadway Interlude (1934), Page Pygmalion (1932), An Innocent Idea (1920) y The Net (1919).
El 20 de marzo de 1920, el matrimonio de Whitney con Jan von Hoegarden, actor también conocido como John Sunderland, fue anulado después de que éste admitiera tener mujer e hijos en Bélgica. La pareja se había casado el 12 de noviembre de 1917 en Nueva York.
Whitney murió en Los Ángeles el 27 de agosto de 1969, a la edad de 79 años. Está enterrada en una tumba sin nombre en Forest Lawn Memorial Park, junto a su segundo marido, Robert Emmett Keane.[cita requerida]

## Filmografía seleccionada
| Año  | Título                     | Papel                      | Notas                                       |
| ---- | -------------------------- | -------------------------- | ------------------------------------------- |
| 1913 | The Star of India          | esposa del Capitan Kenneth |                                             |
| 1914 | Fighting Death             | Clara                      | Película perdida                            |
| 1914 | The Million Dollar Robbery | Daphne Pell                |                                             |
| 1915 | Should A Mother Tell?      | Baronesa Gauntier          | Película perdida                            |
| 1915 | The Song of Hate           |                            | Película perdida                            |
| 1915 | The Galley Slave           | Cecil Blaine               | Película perdida                            |
| 1916 | East Lynne                 | Barbara Hare               |                                             |
| 1916 | The Ruling Passion         | Claire Sherlock            | Película perdida                            |
| 1916 | Under Two Flags            | Venitia                    | Película perdida                            |
| 1916 | The Straight Way           | Nell Madison               | Película perdida                            |
| 1916 | Jealousy                   | ?hechicera; sin acreditar  | Película perdida                            |
| 1917 | Heart and Soul             | Bess                       | Película perdida                            |
| 1917 | Camille                    | Celeste Duval              | Película perdida                            |
| 1917 | Thou Shalt Not Steal       | Madeleine                  |                                             |
| 1918 | Ruling Passions            | Louise Palmer              | Película perdida                            |
| 1919 | The Man Who Stayed at Home | Molly Preston              |                                             |
| 1919 | Moral Suicide              | Lucy Daniels               |                                             |
| 1920 | Why Women Sin              | Baronesa de Ville          |                                             |
| 1920 | Love, Honor and Obey       | Marion Holbury             |                                             |
| 1921 | The Passionate Pilgrim     | Esther                     | Película incompleta                         |
| 1921 | The Leech                  | Dorothy                    |                                             |
| 1921 | Fine Feathers              | Jane Reynolds              |                                             |
| 1926 | The Great Gatsby           | Catherine                  | Película perdida, solo sobrevive el trailer |
| 1931 | A Free Soul                | Aunt Helen                 | Sin acreditar                               |
| 1934 | Enlighten Thy Daughter     | Alice Stevens              | Título alternativo: Blind Fools             |
| 1938 | Secrets of a Nurse         | Enfermera                  | Sin acreditar                               |
| 1939 | Laugh It Off               | Miss Martin                |                                             |
| 1940 | Chip of the Flying U       | Miss Robinson              |                                             |
| 1940 | The House of Seven Gables  | Camarera                   | Sin acreditar                               |
| 1941 | Mob Town                   | Mrs. Simpson               | Sin acreditar                               |
| 1942 | The Silver Bullet          | Emily Morgan               |                                             |
| 1943 | So's Your Uncle            | Marta                      |                                             |
| 1944 | The Mummy's Ghost          | Mrs. Ella Norman           |                                             |
| 1945 | Anchors Aweigh             | madre de U.S.O.            | Sin acreditar                               |
| 1946 | The Haunted Mine           | Mrs. Durant                |                                             |
| 1947 | Christmas Eve              | esposa del Dr. Bunyan      | Título alternativo: Sinner's Holiday        |
| 1949 | An Old-Fashioned Girl      | Miss Mills                 |                                             |